# ساتن-آندر-وایتستون‌کلیف
ساتن-آندر-وایتستون‌کلیف (به انگلیسی: Sutton-under-Whitestonecliffe) یک روستا و محله مدنی در بریتانیا است که در همبلتون واقع شده‌است. ساتن-آندر-وایتستون‌کلیف ۲۹۷ نفر جمعیت دارد.